# Ulrich Schlaak
Ulrich Schlaak (* 1. November 1932 in Schartowsthal, Provinz Brandenburg; † 25. Februar 2016) war ein deutscher Politiker (SED). Er war langjähriger 2. Sekretär der SED-Bezirksleitung Potsdam.

## Leben
Schlaak, Sohn eines Mittelbauern, besuchte bis 1945 die Dorfschule in seinem Geburtsort und nach der Umsiedlung in die Sowjetische Besatzungszone bis 1949 die Zentralschule in Wusterhausen/Dosse und die Oberschule in Neustadt. Er wurde 1949 Mitglied der FDJ und 1951 der SED. Von 1949 bis 1951 war er Instrukteur und Sekretär für Agitation und Propaganda der FDJ-Kreisleitung Neuruppin und von 1951 bis 1953 Instrukteur des FDJ-Zentralrates. Er war 1954 Sekretär der FDJ-Grundorganisation (GO) im VEB Traktorenwerk Brandenburg und von 1954 bis 1959 Erster Sekretär der FDJ-Kreisleitung Brandenburg. Von 1958 bis 1961 absolvierte er eine Lehre als Meliorationsfacharbeiter im VEB Gewässerunterhaltung Potsdam. Von 1959 bis 1961 arbeitete er als Leiter des Jugendobjekts „Milchader Berlin“. Von 1961 bis 1965 fungierte er als Erster Sekretär der FDJ-Bezirksleitung Potsdam (Nachfolger von Fred Müller). Von 1963 bis 1990 war er Abgeordneter des Bezirkstages Potsdam. Ein Studium von 1965 bis 1967 am Industrie-Institut der Universität Rostock schloss er als Diplom-Ingenieur-Ökonom ab. Von 1967 bis 1970 war er Erster Sekretär der SED-Kreisleitung Rathenow und von April 1970 bis Januar 1976 Erster Sekretär der SED-Kreisleitung Potsdam (Nachfolger von Rolf Weihs). 1974/75 absolvierte er ein Zusatzstudium an der Akademie für Gesellschaftswissenschaften in Moskau. Von Januar 1976 bis November 1989 war er Zweiter Sekretär der SED-Bezirksleitung Potsdam (Nachfolger von Günther Jahn). Als 15. November 1989 wurde er nach dem Rücktritt des gesamten Sekretariats auf einer Sitzung der Bezirksleitung erneut zum 2. Sekretär gewählt. Im Januar 1990 trat er als 2. Sekretär der SED-PDS-Bezirksleitung zurück und aus der PDS aus.
Schlaak arbeitete von 1990 bis 1992 als Geschäftsführer in einem Baubetrieb und von 1992 bis 1998 als Bauleiter in einem Architektur- und Ingenieurbüro in Niemegk. Am 13. Januar 1994 wurde er wegen Anstiftung zur Wahlfälschung angeklagt und am 27. Oktober 1994 durch das Amtsgericht Potsdam zu einer Freiheitsstrafe von einem Jahr auf Bewährung verurteilt.
Schlaak starb im Alter von 83 Jahren und wurde auf dem Waldfriedhof in Brieselang beigesetzt.

## Auszeichnungen
- 1959 Verdienstmedaille der DDR
- 1978 Orden Banner der Arbeit Stufe I
- 1969 Vaterländischer Verdienstorden in Bronze und 1982 in Gold